# محراب سه‌لته‌ای

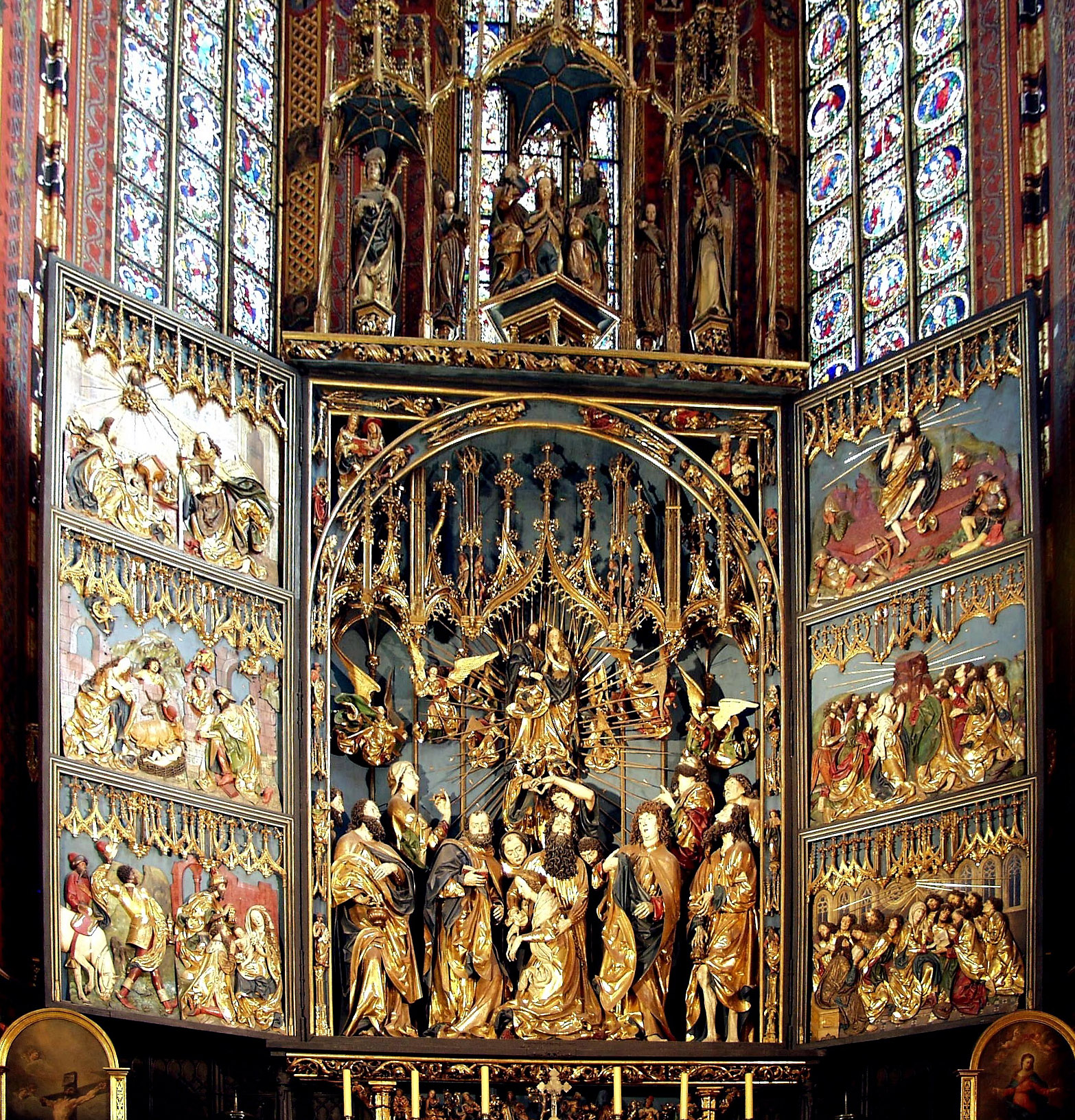
بالها با حجاری برجسته و محراب زیارتگاه با حصارهای چوبی

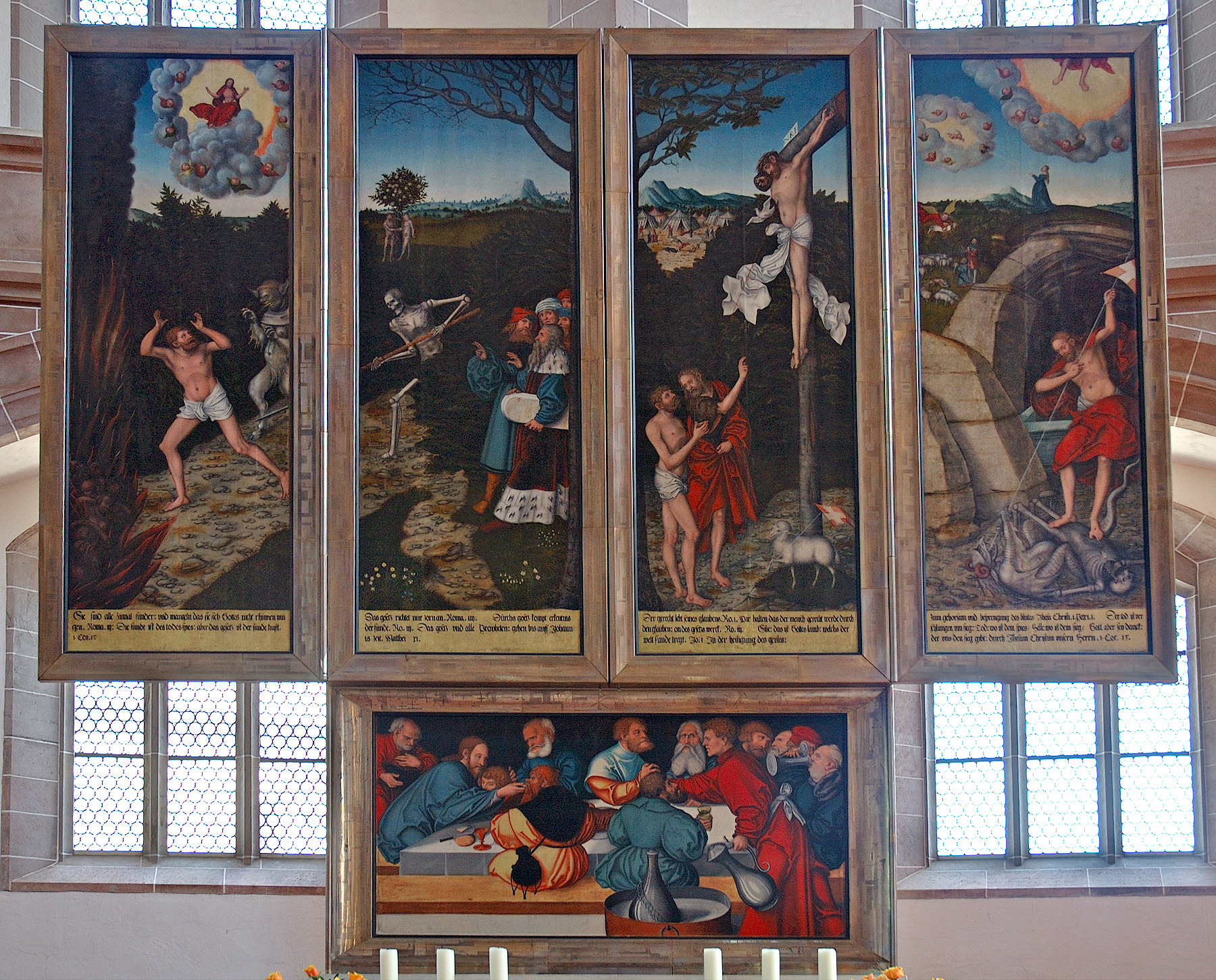
محراب بالدار کلیسای سنت ولفگانگ در اشنیبرگ: پانل‌های رنگی

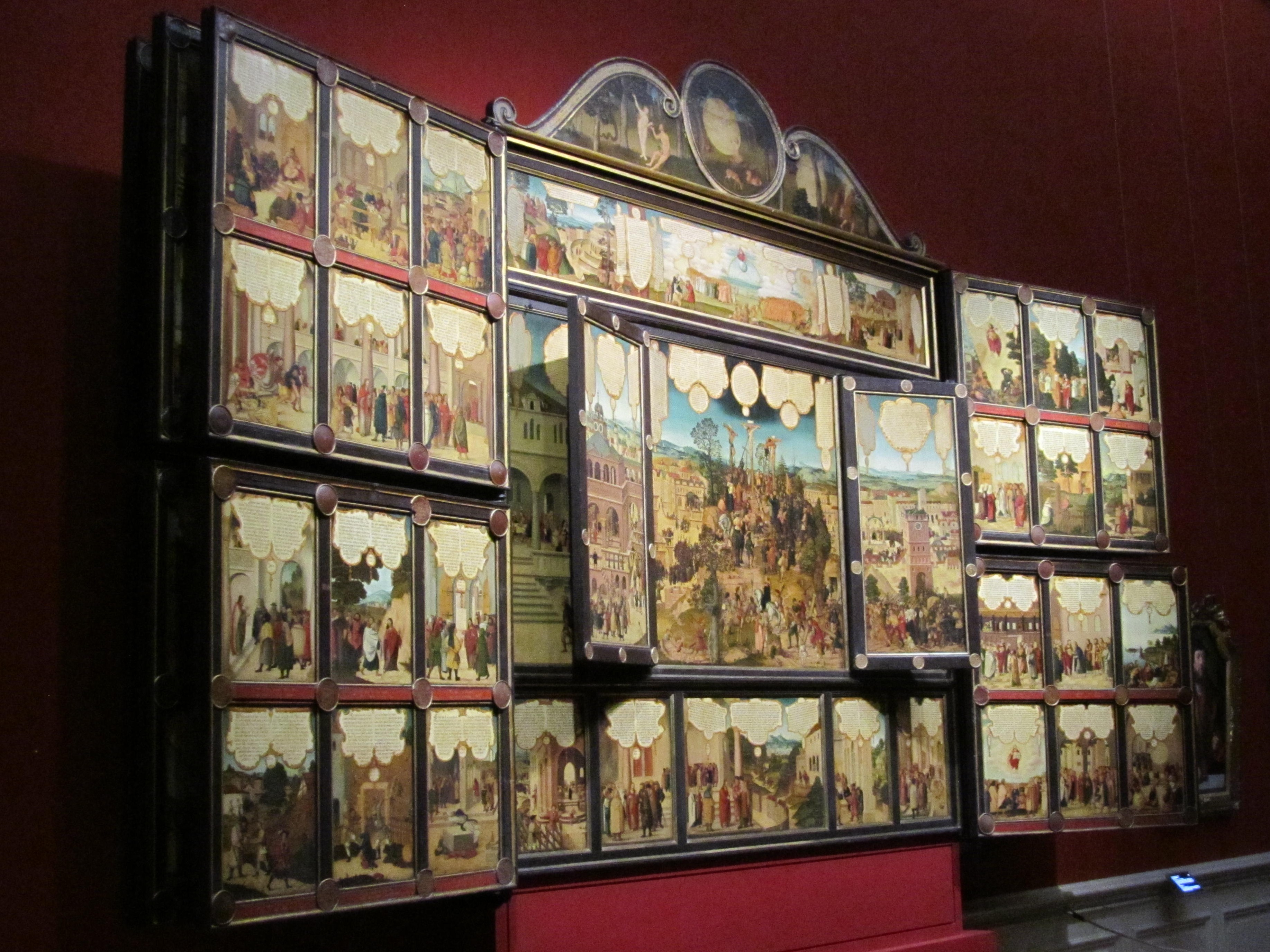
محوطه پانل گوتا با ۱۵۷ صحنه فردی، نمایش داده شده در موزه دجله در گوتا

محراب سه‌لته (یونانی باستان: τρίς) یک قطعه محراب بالدار محراب یا تزیینات محراب بالدار یک فرم خاص از آثار هنری است که در اروپای مرکزی متداول است که در آن معبد ثابت بوسیله دو اثر هنری سه قطعه ای، چهار اثر هنری ۵ قطعه‌ای یا تعداد بیشتری اثر هنری چند قطعه‌ای با بالهای متحرک دربرگرفته شده‌است. ترمهای فنی از زبانی یونان باستان اقتباس شده‌است. به دلیل اینکه محراب بالدار می‌تواند صحنه‌های مختلف در روزهای هفته، یکشنبه‌ها یا تعطیلات را بر اساس طرح دکور و نوع دکوراسیون نشان بدهد، همچنین یک قطعه هنری عبادی نیز نامیده می‌شود. یک قطعه هنری اغلب روی اثر هنری محراب سوار می‌شود، ولی بیشتر یک کنده‌کاری است. در بالای تزیینات محراب ممکن است تاجگذاری یا ساختار فوقانی، و گلهای صلیب دیده شود. آثار بجا مانده می‌تواند در زیر آن قرار داده شود، در یک محفظه عتیقه در یک قفسه که بر روی سنگ قطعه هنری واقع است.